# アポロンとクマエの巫女のいる海岸の風景
『アポロンとクマエの巫女のいる海岸の風景』（アポロンとクマエのみこのいるかいがんのふうけい、露: Пейзаж с Аполлоном и cивиллой Кумской、英: Coast View with Apollo and the Cumaean Sibyl）は、17世紀フランスの巨匠クロード・ロランが1645 - 1649年にキャンバス上に油彩で制作した風景画である。委嘱したのは、カミッロ・マッシモ枢機卿であると考えられる。主題は、オウィディウスの『変身物語』 (第15章) から採られている。作品は1779年にホートン・ホールのウォルポール・コレクションから購入されて以来、サンクトペテルブルクのエルミタージュ美術館に所蔵されている。

## 作品
クロード・ロランは12歳の時にローマに行き、一時郷里のロレーヌ地方に戻ったほかは生涯ローマで暮らした。彼は古典的な理想主義的風景画を描いたが、そうした風景画では古代ローマ文化の栄えたローマやナポリなどの遺跡が重要な要素である。また、画面には一般の市民や農民ではなく、神話や歴史上の人物あるいは聖人などが登場する。1630年代末から1640年代になると、ロランは本作のようにオウィディウスの『変身物語』の主題を多く取り上げるようになった。
絵画の舞台となっているバイアエ (現在のバイア = Baia) はナポリに近い有名な遺跡で、ユリウス・カエサルやネロの別荘もここにあった。とはいえ、青い入り江が広がっている本作の風景は想像上のものである。中景の景色には、17世紀にローマのカピトリーノの丘に遺されていた古代ローマ時代のマリオの塔も描かれているといわれる。さらに目を凝らせば、コロセウムらしき闘技場も見える。前景左側の廃墟もまた、コロセウムを翻案したもの、またはマルシウスの水道橋である。このような考古学的趣味は、絵画を委嘱したとされるマッシモ枢機卿の要請と考えられる。
画面全体は前景左の廃墟から中景の入江と出島を経て、右奥の遠景へと続く古典的な三層からなる遠近法を見せている。こうしたなだらかで無理のない空間構成とともに重要なのは、画面を満たす、いかにも南イタリアにふさわしい清澄な光である。しかし、廃墟の堅い積石や樹木を照らし出しているこの光は、日常経験する光とは異質の、淡い黄金色の「神々しい」明るさを持っている。光は、単に事物を照らし出す物理的現象ではなく、理想の世界の象徴なのである。
前景には、太陽神であるアポロンと彼が愛したクマエ (現在のクーマ = Cuma) の巫女 (シビュラ) が表されている。アポロンが愛する巫女に何でも与えようと申し出ると、彼女は掌の中の砂粒のように多くの生命を、すなわち永遠の生命をと願い出る。彼女は約束通りにしてもらったが、「永遠の若さ」とはいわなかったので、皺だらけの「永遠の老女」として生きることになったという。なお、この2人の人物像はロランの手になるものではなく、フィリッポ・ラウリが描いたものである。
アポロンは巫女の手から地面に零れ落ちる砂を指さしているが、それは人間の命が砂のように引いていくという伝統的な概念をはっきりと想起させる。人間の手になるものも、いずれ朽ち果てる運命にある。本作に描かれている廃墟も古代的趣を伝えるだけでなく、過ぎ去った過去という無常感、あるいは主題の物語にふさわしい人為の虚しさ、はかなさを表現している。それに対し、画面右側前方の樹木や、左側の廃墟から生えてきた草木、さらに豊かな水をたたえた入江は、自然の永遠の生命とよみがえりを象徴しているようである。